# Mitologia polinésia

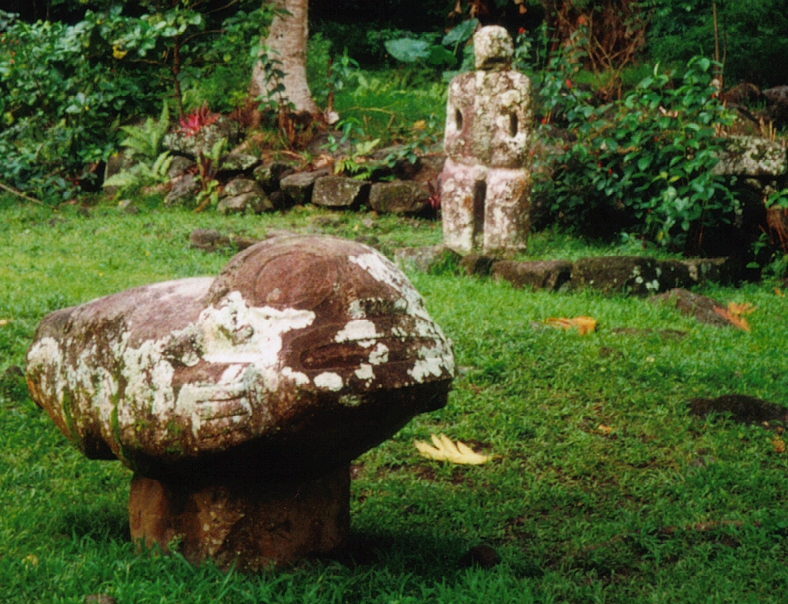
Tiki Makiʻi Tauʻa Pepe (primeiro plano) e Tiki Manuiotaa (segundo plano) dos me'ae Iʻipona em Hiva Oa

A narrativa polinésia ou mitologia polinésia abrange as tradições orais do povo da Polinésia, um agrupamento dos arquipélagos das ilhas do Oceano Pacífico Central e do Sul no triângulo polinésio, juntamente com as culturas dispersas conhecidas como outliers polinésios. Os polinésios falam idiomas que descendem de um idioma reconstruído como proto-polinésio, provavelmente falado na área de Tonga-Samoa por volta de 1000 a.C.

## Descrição

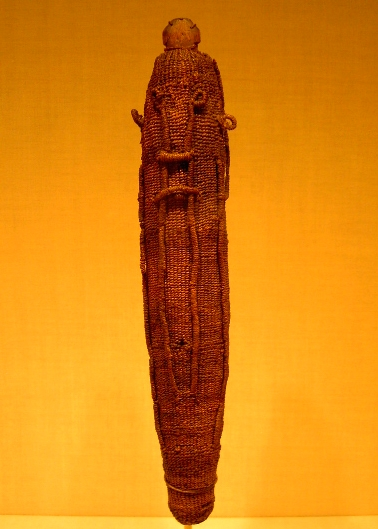
Uma figura de deus sagrado, envolvida pelo deus da guerra 'Oro, feita de fibra de coco seca tecida (sennit), que protegeria uma efígie de deus polinésio (to'o), feita de madeira

Antes do século XV, os povos polinésios se espalharam para o leste, para as Ilhas Cook e de lá para outros grupos, como o Taiti e as Marquesas. Seus descendentes mais tarde descobriram as ilhas do Taiti a Rapa Nui, e mais tarde o Havaí e a Nova Zelândia. As pesquisas mais recentes colocam o assentamento da Nova Zelândia em cerca de 1300 dC. As várias línguas polinésias fazem parte da família de línguas austronésias. Muitos são próximos o suficiente em termos de vocabulário e gramática para permitir a comunicação entre outros falantes da língua. Há também semelhanças culturais substanciais entre os vários grupos, especialmente em termos de organização social, educação infantil, bem como horticultura, construção e tecnologias têxteis; suas mitologias, em particular, demonstram retrabalhos locais de contos comumente compartilhados.
Em alguns grupos de ilhas, a ajuda é de grande importância como o deus do mar e da pesca. Muitas vezes há uma história do casamento entre o céu e a terra; a versão da Nova Zelândia, Rangi e Papa, é uma união que dá à luz o mundo e todas as coisas nele. Há histórias de ilhas puxadas do fundo do mar por um anzol mágico ou jogadas do céu. Há histórias de viagens, migrações, seduções e batalhas, como se poderia esperar. As histórias sobre um malandro, Maui, são amplamente conhecidas, assim como as sobre uma bela deusa/ancestral Hina ou Sina.
Além desses temas compartilhados na tradição oral, cada grupo da ilha tem suas próprias histórias de semideuses e heróis da cultura, sombreando gradualmente os contornos mais firmes da história lembrada. Muitas vezes, essas histórias eram ligadas a várias características geográficas ou ecológicas, que podem ser descritas como restos petrificados dos seres sobrenaturais.

## Do oral ao escrito
Esse processo é interrompido quando a escrita se torna o principal meio de registrar e lembrar as tradições. Quando missionários, oficiais, antropólogos ou etnólogos coletaram e publicaram esses relatos, eles inevitavelmente mudaram de natureza. Ao fixar para sempre no papel o que antes havia sido sujeito a variações quase infinitas, eles fixaram como versão autorizada um relato contado por um narrador em um determinado momento. Na Nova Zelândia, os escritos de um chefe, Wiremu Te Rangikāheke, formaram a base de grande parte da mitologia polinésia do governador George Grey, um livro que até hoje fornece as versões oficiais de fato de muitas das lendas maori mais conhecidas.
Alguns polinésios parecem estar cientes do perigo e do potencial desse novo meio de expressão. Em meados do século XIX, vários deles escreveram sua genealogia, a história e a origem de sua tribo. Esses escritos, conhecidos sob o nome de "pukapuka whakapapa" (livros genealógicos, Maori) ou na Polinésia tropical como "puta tumu" (histórias de origem) ou "puta tūpuna" (histórias ancestrais), eram zelosamente guardados pelos chefes de família. desapareceu ou foi destruído.Na década de 1890, Makea Takau, um chefe rarotongano, ordenou que sua tribo queimasse todos os livros de sua família, exceto os seus.Como resultado, a versão de Makea Takau se tornou a história oficial da linha principal, removendo a possibilidade de A seu pedido, extratos foram publicados no Journal of the Polynesian Society.